# Maggie Betts
Margaret Betts, née à New York, est une réalisatrice américaine.

## Filmographie
- 2017 : Novitiate
- 2023 : Death Business (The Burial)